# Braye (település)
Braye település Franciaországban, Aisne megyében. Lakosainak száma 130 fő (2022. január 1.). Braye Clamecy, Crouy és Vuillery községekkel határos.

## Népesség
A település népességének változása:
| Lakosok száma | 92   | 130  | 133  | 119  | 118  | 119  | 121  | 129  | 129  | 130  |
|               | 1968 | 1982 | 1990 | 2006 | 2013 | 2015 | 2017 | 2019 | 2020 | 2022 |